# Алпийска кафявозъбка
Алпийска кафявозъбка (Sorex alpinus) е вид бозайник от семейство Земеровкови (Soricidae). Видът е почти застрашен от изчезване.

## Разпространение и местообитание
Разпространен е в Австрия, Албания, Босна и Херцеговина, Германия, Италия, Лихтенщайн, Полша, Румъния, Словакия, Словения, Сърбия, Украйна, Унгария, Франция, Хърватия, Черна гора, Чехия и Швейцария.